# Hino da República Socialista Soviética Quirguiz
O hino nacional da RSS Quirguiz (ky. Кыргыз ССР Мамлекеттик Гимни) foi o hino nacional do atual território do Quirguistão, quando este era uma república da União Soviética, sob a nomenclatura de RSS Quirguiz. Foi composta por Wladimir Wlasow, Abdylas Maldybaýew e Wladimir Fere; a letra foi escrita por Kubanyçbek Malikow, Tulgebay Sydykbekow, Mukanbet Toktobaýew e Aaly Tokombaýew.